# Адам Дідур
Адам Дідур (24 грудня 1873, с.Сенькова Воля біля Сянока, Королівство Галичини та Володимирії — 7 січня 1946, Катовиці, Польща) — польський та український оперний співак, один із найвидатніших басів на межі XIX та XX ст.

## Біографія
Обставини народження майбутнього співака оповиті таємницею. Він був позашлюбним сином. Його мати Вінцента Ясінська — донька лісничого зі Сенькової Волі, дрібного шляхтича Юзефа Ясінського. Батьком Адама, як виявилося, був місцевий дідич Якуб Броховіч-Віктор. Новонародженого Адама охрестили у греко-католицькій церкві Архангела Михаїла у Волі Сеньковій.
Через 3 роки з Вінцентою одружився місцевий органіст і народний учитель Антоній Дідур (греко-католик, уродженець с. Сихів на Стрийщині), який усиновив Адама, надавши йому своє прізвище.
Обряд усиновлення відбувся 1 січня 1885 в римсько-католицькому костелі Різдва Пресвятої Діви Марії у Стрию, про що свідчить метрика, знайдена донькою Адама Дідура Мері Дідур-Залуською. Документ підтверджує, що майбутній співак народився саме 24 грудня 1873. Хоча сам Адам Дідур вважав роком свого народження 1874-й, про що свідчить його закордонний паспорт, виданий 1936 року польським консульством у Нью-Йорку. Цей документ експонується в Театральному музеї у Варшаві, що й дає підставу вважати 1874-й роком народження А.Дідура.

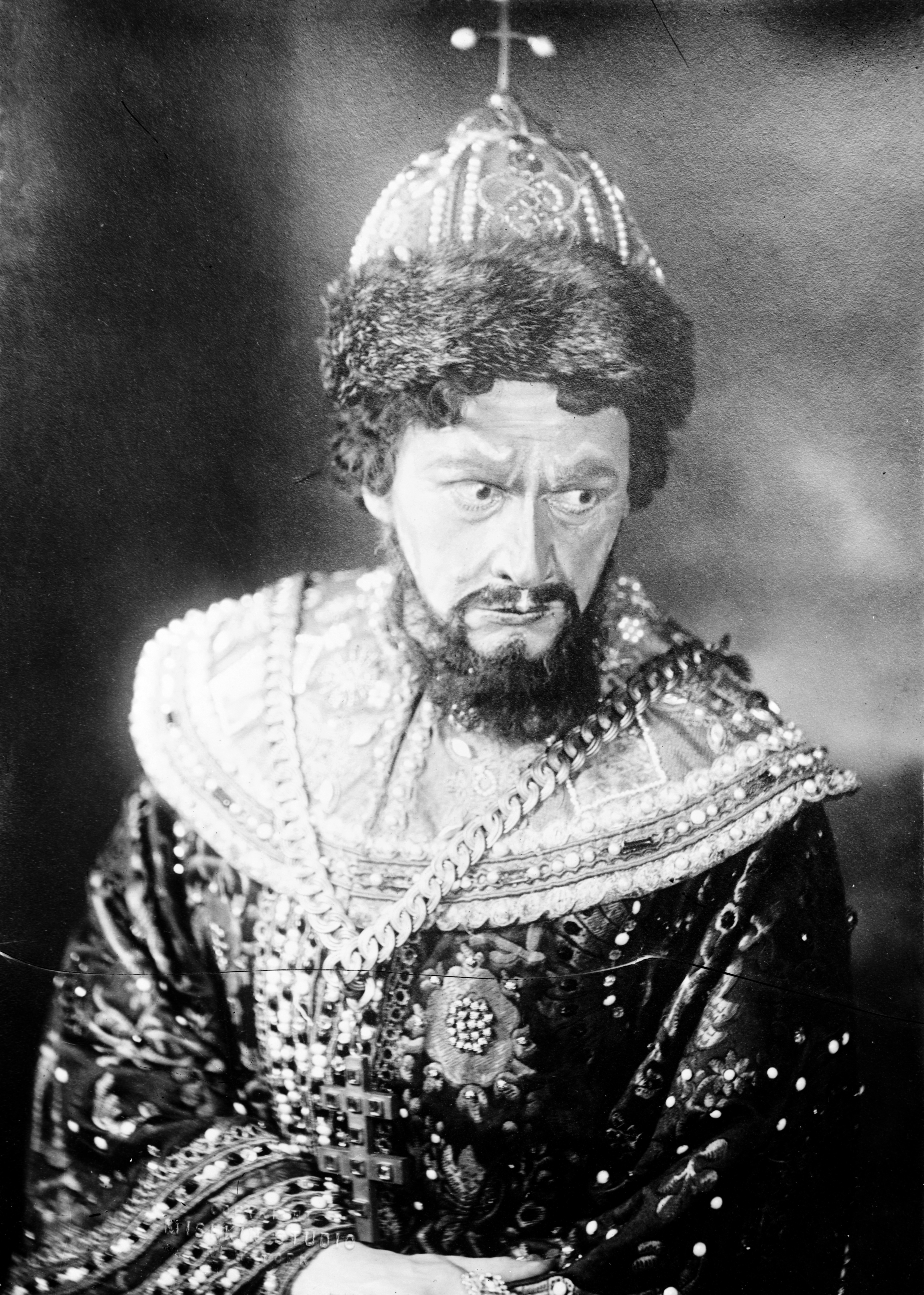
Адам Дідур в опері "Борис Годунов

1894 — Адам Дідур почав навчання у Львівській чоловічій учительській семінарії. Водночас він вступив до університетського хору та брав уроки вокалу у професора консерваторії Галицького музичного товариства Валерія Висоцького, який вважався найкращим вчителем співу у Львові (у нього вчилися, зокрема, Соломія Крушельницька, Олександр Мишуга, Александр Бандровський, Адам Оконський, Миколай Левицький).
Завдяки стипендії шанувальника оперного співу Яна Распа А.Дідур продовжив своє навчання вокальному мистецтву в Мілані. Його меценат був скромним поштовим урядовцем зі Львова, співаком-аматором хору «Лютня», який віддавав Адамові половину своєї платні, щоби той мав змогу вчитися співу в італійського вокального педагога Франческо Еммеріха. Згодом А.Дідур віддячився своєму доброчинцю, придбавши для нього невеликий маєток біля Сянока.
1894 — розпочав оперну кар'єру в театрі міста Пінероло (П'ємонт). У наступному сезоні виїхав до Єгипту, де виступав на оперних сценах Каїру й Олександрії. Там він став провідним басовим солістом.
1895 — виступав у театрах Ріо-де-Жанейро та Буенос-Айресу. Після повернення до Європи був прийнятий до оперного театру «Ла Скала» (Мілан).
1899–1903 — був постійним солістом Варшавської опери, а у 1903-1906 знову співав у театрі «Ла Скала».
1908 — співав провідні басові партії в операх «Фауст» Ш.Гуно, «Мефістофель» А.Бойто, «Гугеноти» Дж. Мейєрбера у Великому міському театрі у Львові. Тоді ж Дідур почав будувати собі кам'яницю у Львові. Придбав також маєток для своїх батьків у Козині біля Станиславова.

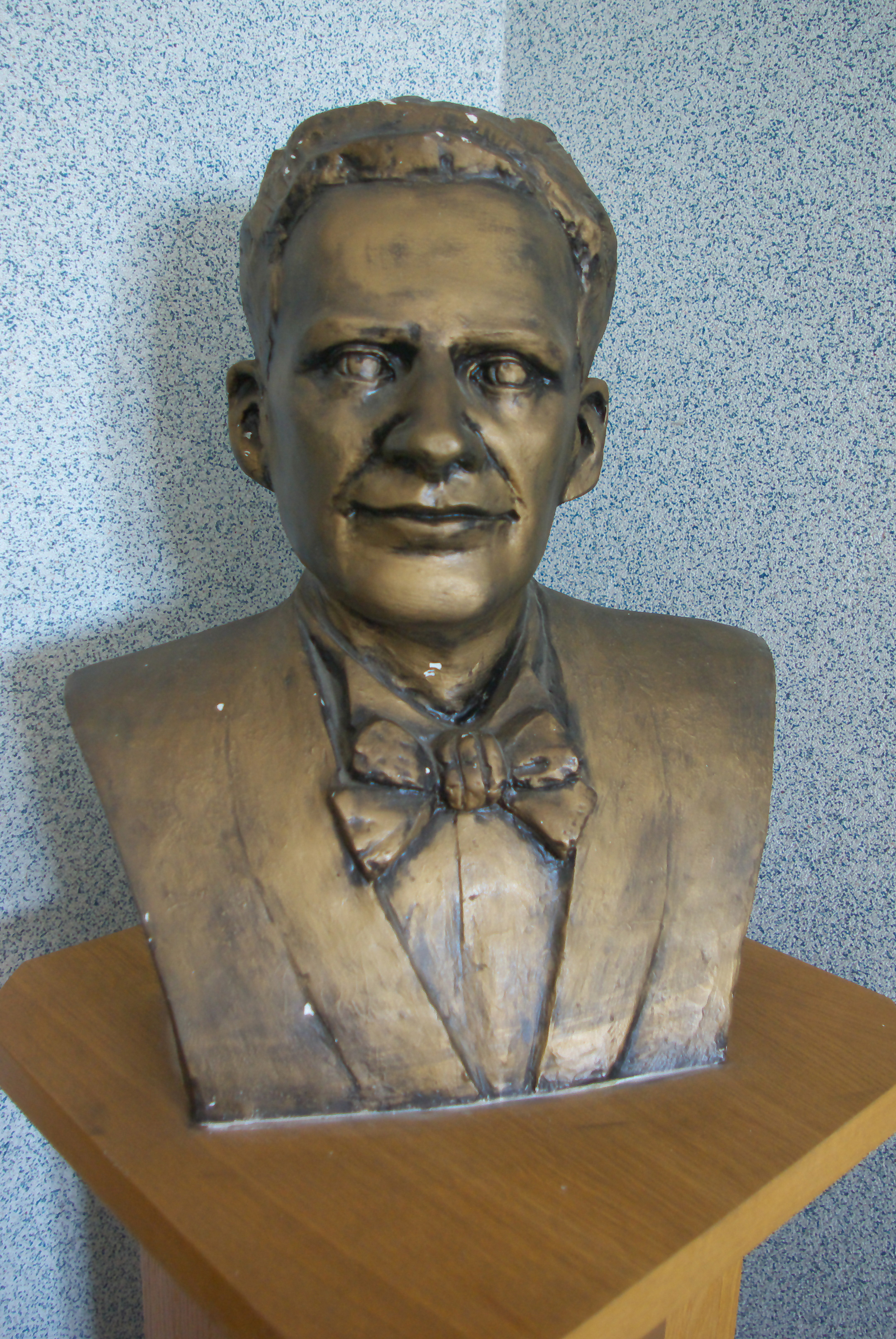
Погруддя Адама Дідура в ратуші міста Сянока

1911 — львівський архітектор і будівничий Іван Левинський збудував у Львові для Адама Дідура дві кам'яниці на тодішній вулиці Набєляка (тепер це будинки на вул. Метрологічній, 3 та вул. Котляревського, 67). У 1920 році в кам'яницях Дідура було організовано українські відділи вчительської семінарії, які проіснували тут до 1933. Директором цього навчального закладу був о. Юліан Дзерович (останній довоєнний голова Товариства «Просвіта»), серед викладачів — о. Василь Лаба, професори Микола Чубатий та Роман Цегельський.
14 листопада 1908 — А.Дідур з успіхом дебютував у «Метрополітан Опера» (Нью-Йорк) у головній ролі в опері А.Бойто «Мефістофель». З 1914 був провідним басом цього театру до кінця своєї співочої кар'єри у 1932, хоча постійно гастролював у провідних театрах світу. На сцені «Метрополітан Опера» виступив 729 рази і мав ще 182 виступи з трупою цього театру на інших сценах США.
літо 1913 - у Кисловодську дає інтерв"ю київській газеті "Рада". Записав розмову Георгій Гасенко. Адам Дідур називає себе українцем: "Питання щодо моєї національної приналежности вважаю давно вирішеним: я - українець". ("Рада", Київ, № 186, 15 серпня 1913).
1932 — після завершення співацької кар'єри повернувся до Польщі і присвятив себе педагогічній діяльності. Серед учениць — відома вокалістка Ястремська Ольга.
1936 — зіграв роль Джері Ґіла в польському художньому фільмі «Американська пригода» (не зберігся).
В 1930-х роках відвідав рідне село Волю Сенькову, де у місцевому маєтку мешкала його донька Ольга, що вийшла заміж за представника роду Вікторів, до якого належав рідний батько Адама Дідура.
1945 — став першим директором Силезької державної опери — спочатку в Катовицях, а потім у Битомі.
Помер раптово від серцевого нападу під час занять у музичній школі.

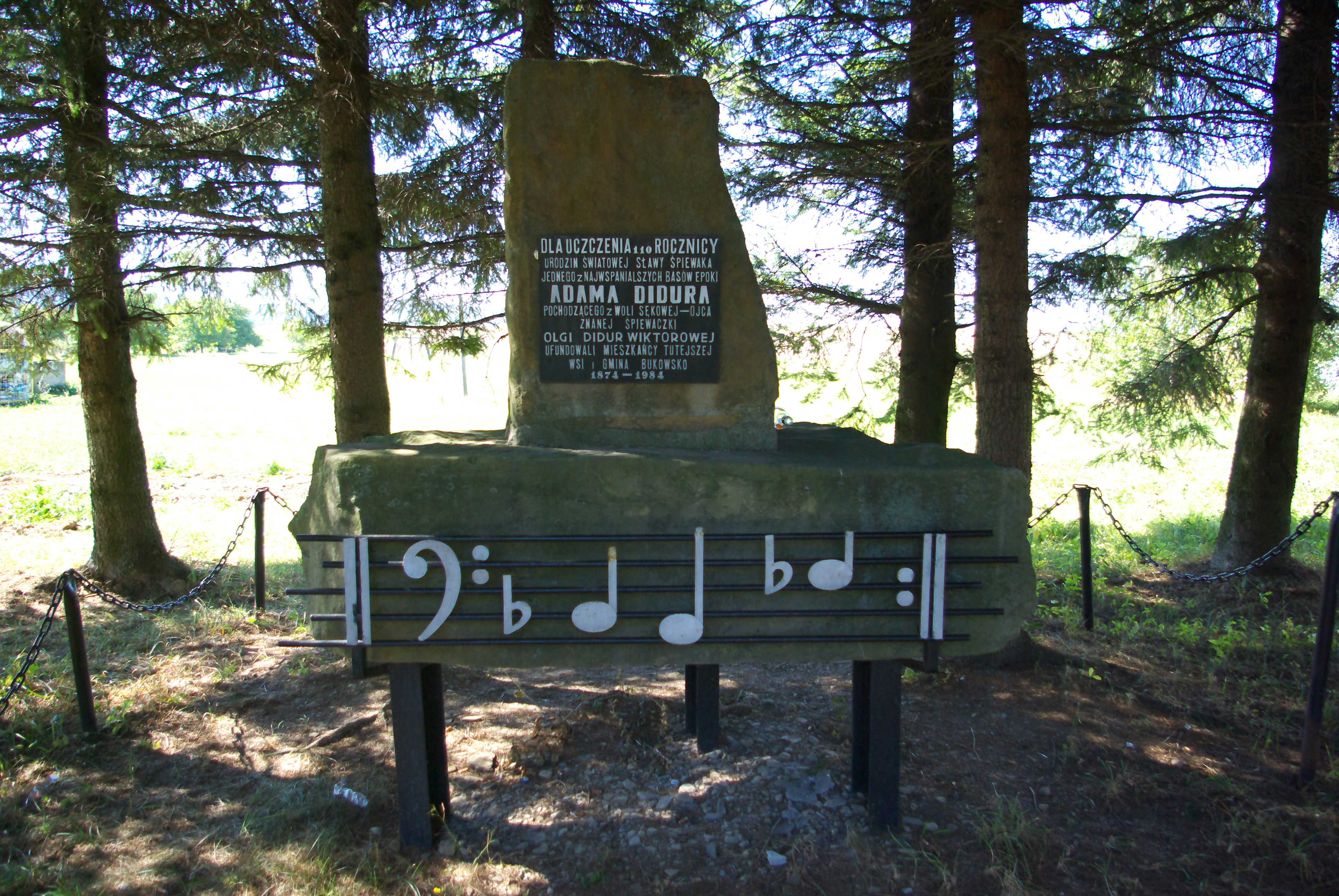
Пам'ятник Адаму Дідуру й Ользі Дідур-Вікторовій у Волі-Сеньковій

## Родина
Був одружений двічі.
Перша дружина — мексиканська співачка Анхела Аранда-Арелано (Angela Aranda-Arelano, 1874-1928), з якої познайомився в Італії й одружився 1895 року. Мав з нею 5 доньок. Дві з них померли в дитинстві, натомість ще троє, Ева (її хресним батьком був Артуро Тосканіні), Ольга та Марія (Мері Дідур-Залуська), також стали співачками (зокрема, виступали в Метрополітан-Опера).
Адам Дідур спільно з трьома доньками виступив 16 квітня 1926 у Львові в опері «Фауст» (А.Дідур — у ролі Мефістофеля, Ева — Маргарити, Ольга грала Марту, а Мері — Зібеля).
1929 — після смерті першої дружини А.Дідур одружився з французькою танцюристкою Марґеріт Віньйон (Marguerite Vignon; їхнє подружжя тривало кілька років). 24.12.2013